# 9С470
9С470 — радянський та російський командний пункт ЗРК 9К37 «Бук».

## Опис конструкції
Пересувний командний пункт (пункт бойового управління) 9С470 входить до складу ЗРК 9К37 «Бук» та призначений для приймання, обробки та відображення інформації про цілі. Інформація до командного пункту надходить від самохідних вогневих установок 9А310 та станцій виявлення та цілевказівки 9С18. Крім того, інформація про цілі може надходити від вищих командних пунктів. Командний пункт 9С470 здатний вибирати найбільш небезпечні цілі та розподіляти їх між вогневими установками, що знаходяться у підпорядкуванні. Передбачено два режими розподілу — ручний та автоматичний. Машина 9С470 організує роботу ЗРК 9К37 «Бук» в умовах застосування протирадіолокаційних ракет та при суттєвих перешкодах.
Загалом за кожен цикл огляду станції виявлення 9С470 обробляє повідомлення про 46 цілей у зоні радіусом до 100 км та на висотах до 20 км, при цьому видає на самохідну вогневу установку 9А310 до 6 цілей. Точність вказівки до 1° за азимутом та підвищенням. Точність вказівки дальності цілі становить від 400 до 700 метрів.

## Ходова частина
Як база використовується шасі виробництва ММЗ, що має індекс ГБТУ — «Об'єкт 579» (рос. Объект 579).

## Модифікації
- 9С470 — командний пункт ЗРК 9К37 «Бук»
- 9С470М1 — командний пункт ЗРК 9К37М1 «Бук-М1». З'явилась можливість одночасного отримання інформації від командного пункту ППО армії, пункту керування ППО мотострілецької/танкової дивізії або від власної станції виявлення та цілевказівки.[5]
- 9С470М1-2 — командний пункт ЗРК 9К37М1-2 «Бук-М1-2»

## Машини на базі
- 9С470МБ — командний пункт ЗРК «Бук-МБ». Білоруська модифікація командного пункту 9С470. Вперше продемонстрований на виставці МАКС-2005 у Жуковському. Порівняно з базовою машиною має іншу електронні пристрої, засоби зв'язку, топоприв'язки та інше обладнання.[6]
- 9С510 — командний пункт ЗРК 9К317 «Бук-М2». Має можливість видачі до 36 цілевказівок і управління одночасно шістьма секціями. Бойова маса 30 тонн. Базова модель розміщена на гусеничній базі, проте є модифікація на колісному напівпричепі ЧМЗАП[ru] (автопоїзд 9001) для буксирування тягачем типу КрАЗ. Маса напівпричепа складає 25 тонн.[7]
- 9С510Э — командний пункт ЗРК 9К317Э «Бук-М2Э»
- 9С510ЭК — колісний варіант командного пункту ЗРК 9К317ЭК «Бук-М2ЭК» на шасі МЗКТ.
- 9С512 — командний пункт ЗРК 9К317-1 на колісному шасі КрАЗ-260.[8]

## Бойове застосування

### Російське вторгнення в Україну
У березні 2022 року поблизу Києва був знищений російський командний пункт 9С470.